# Lobohalacarus weberi
Lobohalacarus weberi is een mijtensoort uit de familie van de Halacaridae. De wetenschappelijke naam van de soort is voor het eerst geldig gepubliceerd in 1924 door Romijn & Viets.